# Der Standard
Der Standard is een Oostenrijks dagblad.

## Historiek
De krant werd in 1988 opgericht door Oscar Bronner naar het voorbeeld van The New York Times en heeft anno 2013 zo'n 399.000 lezers.